# Axis and Allies (jeu vidéo, 2004)
Pour les articles homonymes, voir Axis and Allies (homonymie).
Axis and Allies est un jeu vidéo de stratégie en temps réel développé par TimeGate Studios et édité par Atari Inc. en 2004 sur PC. Le jeu se déroule pendant la Seconde Guerre mondiale et s’appuie sur le moteur de jeu de Kohan II: Kings of War. Il propose deux campagnes, une pour les Alliés et une pour l’Axe, composée chacune de 24 missions lors desquels le joueur peut commander les forces des États-Unis, du Japon, de l’Union Soviétique, de l’Angleterre et de l’Allemagne. Il propose un mode de jeu qui permet de simuler l’ensemble de la guerre et qui s’inspire du jeu de société Axis and Allies. Dans celui-ci, le joueur achète et déplace ses troupes au tour par tour sur une carte divisée en territoires et le jeu bascule en temps réel lors des affrontements.

## Système de jeu
Axis and Allies est un jeu de stratégie en temps réel dans la lignée de Kohan II: Kings of War dont il reprend le moteur de jeu en le transposant au thème de la Seconde Guerre mondiale. Il reprend notamment le système de ressource  de son prédécesseur, en le simplifiant. Outre l’argent, la seule ressource qu’il est possible de stocker, le joueur doit gérer l’approvisionnement en munition et en carburant de ses troupes. En plus d’un coût initial en argent, un coût d’entretien, en munition et en carburant, est en effet associé à chaque unité. Le revenu en argent du joueur dépend des villes  qu’il contrôle alors que les munitions et le carburant sont générés par des infrastructures spécifiques construites dans ces villes. Chaque unité est de plus rattachée à la caserne qu’il l’a produite. Chaque caserne ne peut accueillir qu’un nombre limité d’unité et, pour développer son armée, le joueur doit donc construire plusieurs casernes. Il reprend également le système de son prédécesseur sur le plan militaire. Le joueur ne contrôle ainsi pas ses unités individuellement mais sous forme de compagnies composées de différents groupes (fantassins, infanterie motorisé, blindés…). La principale nouveauté par rapport à Kohan II est l’apparition d’une jauge d’expérience globale, qui se remplie avec le temps et les victoires et qui donne accès à des capacités spéciales, comme des bombardements ou l’envoi de renforts.
Le jeu propose deux campagnes, une pour les Alliés et une pour l’Axe, composée chacune de 24 missions lors desquels le joueur peut commander les forces des États-Unis, du Japon, de l’Union Soviétique, de l’Angleterre et de l’Allemagne. Il propose également un mode de jeu qui permet de simuler l’ensemble de la guerre et qui s’inspire du jeu de plateau Axis and Allies. Celui-ci se déroule sur une carte du monde, divisée en territoires, sur laquelle le joueur achète et déplace ses troupes au tour par tour. Pour les affrontements, le jeu bascule en temps réel,.

## Accueil
| Axis & Allies         |      |       |
| Média                 | Pays | Notes |
| Canard PC             | FR   | 5/10  |
| Computer Gaming World | US   | 2.5/5 |
| GameSpot              | US   | 60 %  |
| Jeuxvideo.com         | FR   | 13/20 |
| Joystick              | FR   | 5/10  |